# 청남정맥
청남정맥(淸南正脈)은 웅어수산(2019.2m)에서 청북산맥과 분기하여 청천강 줄기와 대동강 물길을 가름하며, 광성령~인달산~백탑산~강룡산을 돌아 대동강 하구까지 이어지는 도상거리 약 357.1km에 이르는 산줄기다.

## 같이 보기
- 산경표